# Phương diện quân Tây
Phương diện quân Tây (tiếng Nga: Западный фронт) là một tổ chức tác chiến chiến lược của Hồng quân Liên Xô trong Thế chiến thứ hai. Đây là một trong những phương diện quân chủ lực của Hồng quân Liên Xô trong giai đoạn đầu chiến tranh, tác chiến trên tuyến từ biên giới đến Moskva.

## Thành lập
Phương diện quân Tây được thành lập ngày 22 tháng 6 năm 1941 trên cơ sở Quân khu đặc biệt miền Tây. Tư lệnh đầu tiên là Đại tướng binh chủng xe tăng Dmitri Pavlov. Phương diện quân này có nhiệm vụ bảo vệ lãnh thổ Liên Xô với phạm vi hoạt động là biên giới Liên Xô từ nam Litva đến sông Prypiat và thành phố Vlodava với một đường biên giới dài 750 km. Phương diện quân Tây nằm giữa phương diện quân Tây Bắc (từ biên giới với Litva đến biển Baltic) và phương diện quân Tây Nam (ở Ukraina).
Phương diện quân Tây là mục tiêu tấn công của cụm tập đoàn quân Trung tâm của quân Đức Quốc xã trong chiến dịch Barbarossa. Vào thời điểm này, biên chế của phương diện quân Tây gồm các Quân đoàn 3, 4 và 10 trải dọc biên giới. Quân đoàn 13 đóng ở tổng hành dinh. Lực lượng chính của phương diện quân Tây đóng ở Bialystok. Sở dĩ lực lượng phòng thủ biên giới mỏng là vì biên giới phía Tây mới được thành lập sau Hiệp ước Molotov-Ribbentrop và có rất ít đơn vị quân Liên Xô cắm chốt tại đây.

## Lãnh đạo phương diện quân

### Tư lệnh
| STT | Ảnh | Họ tên              | Thời gian sống | Thời gian tại nhiệm            | Cấp bậc tại nhiệm                    | Ghi chú                                                                                                 |
| --- | --- | ------------------- | -------------- | ------------------------------ | ------------------------------------ | --- |
| 1   |     | D.G. Pavlov         | 1897 - 1941    | tháng 6, 1941 - tháng 7, 1941  | Đại tướng (1941)                     | Bị cách chức, bị buộc tội bất tài và bị xử bắn ngày 22 tháng 7 năm 1941.                                |
| 2   |     | A.I. Yeryomenko     | 1892 - 1970    | tháng 7, 1941                  | Trung tướng (1940)                   | Chỉ giữ chức vụ trong 2 ngày. Sau đó giữ lại làm phó cho Nguyên soái S.K. Timoshenko                    |
| 3   |     | S.K. Timoshenko     | 1895 - 1970    | tháng 7, 1941                  | Nguyên soái Liên Xô (1940)           | Tổng tư lệnh hướng Tây kiêm nhiệm. Giữ chức trong 17 ngày.                                              |
| 4   |     | A.I. Yeryomenko     | 1892 - 1970    | tháng 7, 1941                  | Trung tướng (1940)                   | Giữ chức vụ lần 2. Giữ chức vụ trong 10 ngày. Nguyên soái Liên Xô (1955), Tổng thanh tra Bộ Quốc phòng. |
| 5   |     | S.K. Timoshenko     | 1895 - 1970    | tháng 7, 1941 - tháng 9, 1941  | Nguyên soái Liên Xô (1940)           | Giữ chức vụ lần 2. Tổng thanh tra Bộ Quốc phòng.                                                        |
| 6   |     | I.S. Konev          | 1897 - 1973    | tháng 9, 1941 - tháng 10, 1941 | Thượng tướng (1941)                  | Giữ chức vụ trong 1 tháng                                                                               |
| 7   |     | G.K. Zhukov         | 1896 - 1974    | tháng 10, 1941 - tháng 8, 1942 | Đại tướng (1940)                     | Nguyên soái Liên Xô (1943), Bộ trưởng Bộ Quốc phòng                                                     |
| 8   |     | I.S. Konev          | 1897 - 1973    | tháng 8, 1942 - tháng 2, 1943  | Thượng tướng (1941)                  | Nguyên soái Liên Xô (1944), Tổng thanh tra Bộ Quốc phòng                                                |
| 9   |     | V.D. Sokolovsky     | 1897 - 1968    | tháng 2, 1943 - tháng 4, 1944  | Thượng tướng (1942) Đại tướng (1943) | Nguyên soái Liên Xô (1946), Tổng thanh tra Bộ Quốc phòng                                                |
| 10  |     | I.D. Chernyakhovsky | 1906 - 1945    | tháng 4, 1944                  | Thượng tướng (1944)                  | Đại tướng (1944), Tư lệnh Phương diện quân Belorussia 3. Hy sinh trên chiến trường.                     |

### Ủy viên Hội đồng quân sự
| STT | Ảnh                                                                             | Họ tên         | Thời gian sống | Thời gian tại nhiệm            | Cấp bậc tại nhiệm                     | Ghi chú                                                             |
| --- | ------------------------------------------------------------------------------- | -------------- | -------------- | ------------------------------ | ------------------------------------- | ------------------------------------------------------------------- |
| 1   | Tập tin:Fominyh Aleksandr Yakovlevich.jpg                                       | A.Ya. Fominykh | 1901-1976      | tháng 6, 1941 - tháng 7, 1941  | Chính ủy Quân đoàn (1938)             | Bị giáng cấp xuống Chính ủy Trung đoàn. Trung tướng (1958).         |
| 2   |                                                                                 | L.Z. Mekhlis   | 1889 - 1953    | tháng 7, 1941                  | Chính ủy Tập đoàn quân bậc 1 (1938)   | Bị giáng cấp xuống Chính ủy Quân đoàn. Thượng tướng (1944).         |
| 3   | Tập tin:Bundesarchiv Bild 183-29921-0001, Bulganin, Nikolai Alexandrowitsch.jpg | N.A. Bulganin  | 1895 - 1975    | tháng 7, 1941 - tháng 12, 1943 | Trung tướng (1942)                    | Nguyên soái Liên Xô (1947). Bị giáng cấp xuống Thượng tướng (1958). |
| 4   | Tập tin:Макаров Василий Емельянович.jpg                                         | V.Ye. Makarov  | 1903 - 1975    | tháng 12, 1943 - tháng 4, 1944 | Thiếu tướng (1942) Trung tướng (1944) |                                                                     |

### Tham mưu trưởng
| STT | Ảnh                                      | Họ tên            | Thời gian sống | Thời gian tại nhiệm           | Cấp bậc tại nhiệm   | Ghi chú                                                                  |
| --- | ---------------------------------------- | ----------------- | -------------- | ----------------------------- | ------------------- | ------------------------------------------------------------------------ |
| 1   |                                          | V.Ye. Klimovskikh | 1895 - 1941    | tháng 6, 1941 - tháng 7, 1941 | Thiếu tướng (1940)  | Bị cách chức, bị buộc tội bất tài và bị xử bắn ngày 22 tháng 7 năm 1941. |
| 2   | Tập tin:Маландин, Герман Капитонович.jpg | G.K. Malandin     | 1894 - 1961    | tháng 7, 1941                 | Trung tướng (1940)  | Bị cách chức. Đại tướng (1948)                                           |
| 3   |                                          | V.D. Sokolovsky   | 1897 - 1968    | tháng 7, 1941 - tháng 1, 1942 | Trung tướng (1940)  |                                                                          |
| 4   |                                          | V.S. Golushkevich | 1897 - 1968    | tháng 7, 1941 - tháng 5, 1942 | Thiếu tướng (1941)  | Trung tướng (1962)                                                       |
| 5   |                                          | V.D. Sokolovsky   | 1897 - 1968    | tháng 5, 1942 - tháng 2, 1943 | Thượng tướng (1942) | Nguyên soái Liên Xô (1946), Tổng thanh tra Bộ Quốc phòng                 |
| 6   | Tập tin:Pokrovskiy A P.jpg               | A.P. Pokrovsky    | 1898 - 1979    | tháng 2, 1943 - tháng 4, 1944 | Trung tướng (1943)  | Thượng tướng (1944)                                                      |

## Biên chế chủ yếu

### 1 tháng 7 năm 1941
- - Tập đoàn quân 3
  - Tập đoàn quân 4
  - Tập đoàn quân 10
  - Tập đoàn quân 13

### 1 tháng 10 năm 1941
- - Tập đoàn quân 16
  - Tập đoàn quân 19
  - Tập đoàn quân 20
  - Tập đoàn quân 22
  - Tập đoàn quân 29
  - Tập đoàn quân 30

### 1 tháng 1 năm 1942
- - Tập đoàn quân xung kích 1
  - Tập đoàn quân 5
  - Tập đoàn quân 10
  - Tập đoàn quân 16
  - Tập đoàn quân 20
  - Tập đoàn quân 33
  - Tập đoàn quân 43
  - Tập đoàn quân 49
  - Tập đoàn quân 50

### 1 tháng 4 năm 1942
- - Tập đoàn quân 5
  - Tập đoàn quân 10
  - Tập đoàn quân 16
  - Tập đoàn quân 20
  - Tập đoàn quân 33
  - Tập đoàn quân 43
  - Tập đoàn quân 49
  - Tập đoàn quân 50
  - Tập đoàn quân 61
  - Tập đoàn quân xung kích 1

### 1 tháng 7 năm 1942
- - Tập đoàn quân 5
  - Tập đoàn quân 10
  - Tập đoàn quân 16
  - Tập đoàn quân 20
  - Tập đoàn quân 33
  - Tập đoàn quân 43
  - Tập đoàn quân 49
  - Tập đoàn quân 50
  - Tập đoàn quân 61
  - Tập đoàn quân không quân 1
  - Tập đoàn quân xung kích 1

### 1 tháng 10 năm 1942
- - Tập đoàn quân 5
  - Tập đoàn quân 10
  - Tập đoàn quân 16
  - Tập đoàn quân 20
  - Tập đoàn quân 29
  - Tập đoàn quân 30
  - Tập đoàn quân 31
  - Tập đoàn quân 33
  - Tập đoàn quân 49
  - Tập đoàn quân 50
  - Tập đoàn quân 61
  - Tập đoàn quân không quân 1

### 1 tháng 1 năm 1943
- - Tập đoàn quân 5
  - Tập đoàn quân 10
  - Tập đoàn quân 16
  - Tập đoàn quân 20
  - Tập đoàn quân 29
  - Tập đoàn quân 30
  - Tập đoàn quân 31
  - Tập đoàn quân 33
  - Tập đoàn quân 49
  - Tập đoàn quân 50
  - Tập đoàn quân 61
  - Tập đoàn quân không quân 1

### 1 tháng 4 năm 1943
- - Tập đoàn quân 5
  - Tập đoàn quân 10
  - Tập đoàn quân 16
  - Tập đoàn quân 20
  - Tập đoàn quân 30
  - Tập đoàn quân 31
  - Tập đoàn quân 33
  - Tập đoàn quân 49
  - Tập đoàn quân 50
  - Tập đoàn quân không quân 1

### 1 tháng 7 năm 1943
- - Tập đoàn quân cận vệ 10
  - Tập đoàn quân cận vệ 11
  - Tập đoàn quân 5
  - Tập đoàn quân 10
  - Tập đoàn quân 20
  - Tập đoàn quân 31
  - Tập đoàn quân 33
  - Tập đoàn quân 49
  - Tập đoàn quân 50
  - Tập đoàn quân không quân 1

### 1 tháng 10 năm 1943
- - Tập đoàn quân cận vệ 10
  - Tập đoàn quân 5
  - Tập đoàn quân 10
  - Tập đoàn quân 21
  - Tập đoàn quân 31
  - Tập đoàn quân 33
  - Tập đoàn quân 49
  - Tập đoàn quân 68
  - Tập đoàn quân không quân 1

### 1 tháng 1 năm 1944
- - Tập đoàn quân 5
  - Tập đoàn quân 10
  - Tập đoàn quân 31
  - Tập đoàn quân 33
  - Tập đoàn quân 49
  - Tập đoàn quân không quân 1

### 1 tháng 4 năm 1944
- - Tập đoàn quân 5
  - Tập đoàn quân 31
  - Tập đoàn quân 33
  - Tập đoàn quân 39
  - Tập đoàn quân 49
  - Tập đoàn quân không quân 1

## Các chiến dịch đã tham gia

### Hội chiến biên giới phía Tây Liên Xô 1941
Các đơn vị xe tăng và phòng không của phương diện quân Tây đã bị quân Đức không kích dữ dội. Tập đoàn quân số 4 và số 9 của Cụm tập đoàn quân Trung tâm Đức đã đánh vào phía Bắc và phía Nam của Bialystok tạo thành gọng kìm vây lực lượng chính của phương diện quân Tây. Đồng thời, quân đoàn Panzer số 47 của Đức cắt đứt Slonim và Volkovysk. Thế trận này buộc phương diện quân Tây phải rút lui để khỏi bị tiêu diệt và như vậy mở toang phía Nam Minsk cho quân Đức.
Ngày 27 tháng 6 năm 1941, Cụm quân xe tăng 2 và Cụm quân xe tăng 3 của Quân đội Đức Quốc xã tấn công từ hai mặt Bắc Nam và gặp nhau gần Minsk, bao vây và cuối cùng tiêu diệt các quân đoàn 3, 10 và 13, một phần quân đoàn 4. Tổng cộng có 20 sư đoàn quân Liên Xô bị tiêu diệt. Số quân còn lại của Phương diện quân đoàn Tây rút lui về phía Đông đến sông Berezina.
Ngày 28 tháng 6 năm 1941, các quân đoàn số 4 và số 9 của Đức gặp nhau ở phía Đông Bialystok và chia cắt lực lượng Liên Xô đang bị bao vây thành 2 cụm. Cụm lớn ở Bialystock bao gồm quân đoàn 10 và cụm nhỏ ở Novogrudok. Trong vòng 17 ngày, phương diện quân Tây đã tổn thất 42 vạn quân trong tổng số 62,5 vạn quân của mình.
Tư lệnh Dmitri G. Pavlov cùng tham mưu trưởng phương diện quân Tây bị triệu về Moskva và sau đó bị xử tử.

### Các chiến dịch phòng thủ Moskva
Sau khi Paplov bị cách chức, vị trí tư lệnh lần lượt được trao cho, Andrei Yeremenko, Semyon Timoshenko, và sau đó là Ivan Konev. Phương diện quân Tây tiếp tục tham chiến trong trận Smolensk (1941) và đã cầm chân được một số đơn vị của Đức trong suốt 2 tháng.
Đến tháng 10/1941, Georgy Zhukov trở thành tư lệnh của Phương diện quân Tây. Phương diện quân Dự bị được giải thể và nhập vào Phương diện quân Tây, nhưng sau lần sáp nhập này cả phương diện quân vẫn chỉ có 90 nghìn sĩ quan và binh sĩ. Cuối năm 1941, Phương diện quân Tây đã tổ chức tranh công trận phòng ngự phản công lớn tại khu vực Moskva; đẩy lùi Cụm tập đoàn quân Trung tâm (Đức) ra xa Moskva từ 150 đến 300 km. Sau đó, Phương diện quân Tây đã cùng với các phương diện quân Leningrad, Tây Bắc, Kalinin, Briansk, Tây Nam và Nam tiến hành cuộc tổng phản công mùa Đông 1941-1942 trên ba hướng Moskva, Tikhvin và Rostov, tạm thời lập lại thế cân bằng chiến lược trên Mặt trận Xô-Đức trong Chiến tranh thế giới thứ hai. Trong năm 1942, Phương diện quân Tây bố trí lại đội hình và tham gia chặn quân Đức ở trận Rzhev đầu năm 1942. Trong trận này, mặc dù Hồng quân Liên Xô đã thực hiện được mục tiêu chiến lược là chặn và đánh bật quân Đức, song lực lượng của Phương diện quân Tây tiếp tục bị tổn thất nặng.

### Các chiến dịch tấn công tại mặt trận phía Tây
Mùa hè năm 1942, Nguyên soái G. K. Zhukov được điều về làm Phó Tổng tư lệnh tối cao quân dội Liên Xô, đại diện đại bản doanh tại các phương diện quân. Vị trí tư lệnh Phương diện quân Tây được chuyển cho thượng tướng Vasily Sokolovsky. Từ tháng 8 đến tháng 10 năm 1943, Phương diện quân Tây tham gia trận Smolensk (1943) và cùng Hồng Quân giành thắng lợi. Đến giữa năm 1944, Phương diện quân Tây đã tiến đến biên giới Nga - Belarussia, chiếm lĩnh các đầu cầu có lợi ở các khu vực Vitebsk và Mogilev, tạo điều kiện cho Chiến dịch Bagration thắng lợi, giải phóng Belorussia khỏi ách nô dịch của chủ nghĩa phát xít Đức.

## Giải thể và tái tổ chức mới
Năm 1944, Phương diện quân Tây bị giải thể và tổ chức lại thành 2 phương diện quân mới, đó là Phương diện quân Byelorussia 2 và Phương diện quân Byelorussia 3.